# Жан Ко (веслувальник)
Жан Ко (фр. Jean Cau, 27 березня 1875 — 1921) — французький академічний веслувальник.
Олімпійський чемпіон 1900 року в складі розпашної четвірки зі стерновим.